# Roberts (Schiff, 1941)
Die Roberts, auch HMS Roberts (Kennung: F40), war ein Monitor der gleichnamigen Klasse der britischen Marine, der von 1942 bis 1946 in Dienst stand.

## Geschichte
Die spätere Roberts, benannt nach dem britischen Feldmarschall Frederick Roberts, 1. Earl Roberts, wurde am 30. April 1940 bei Werft John Brown & Company in schottischen Clydebank auf Kiel gelegt. Der Stapellauf erfolgte am 1. April 1941 und die Indienststellung am 27. Oktober 1941.
Die neuen Monitore waren eine Weiterentwicklung der Kriegsbauten der Erebus-Klasse. Die Roberts verwendete erneut den Geschützturm der HMS Marshal Soult aus dem Ersten Weltkrieg.
Die Roberts unterstützte ab dem 8. November 1942 mit ihrer Artillerie die Operation Torch in Nordafrika. Am 11. sicherte der Monitor die Landung alliierter Truppen bei Bougie (heute Béjaïa), als am Nachmittag etwa 30 Ju 88-Bomber und -Torpedoflugzeuge der Deutschen Luftwaffe den Hafen angriffen. Die Transporter Awatea und Cathay wurden versenkt und die Roberts von zwei 500 kg Bomben beschädigt. Anschließend begab sie sich zur Reparatur nach Birkenhead zur Werft von Cammell Laird. Nach Reparatur und Erneuerung der Radaranlage war das Schiff zur Operation Husky wieder einsatzbereit. Nach dem Einsatz vor Sizilien im britischen Angriffssektor folgte die Unterstützung der Operation Avalanche bei Salerno wieder im britischen Angriffsbereich. 1944 folgten weitere Einsätze des Monitors bei den Landungen in der Normandie, wo er auf der Seine-Seite zum Einsatz kam und zuerst Houlgate beschoss, und auf Walcheren. Bis zum Jahresende blieb das Schiff in Bereitschaft um ggf. weitere Operationen des Heeres zu unterstützen.

Anschließend nochmals überholt, verließ die Roberts im Juli 1945 Großbritannien, um an der geplanten Rückeroberung Singapurs zusammen mit dem Schwesterschiff Abercrombie teilzunehmen. Als die Japaner am 15. August kapitulierten, hatte der Monitor Port Said Richtung Indien verlassen. Als das Schiff am 11. September zurückgerufen wurde, hatte es Kilindini Harbour in Kenia erreicht. Über das Mittelmeer und Malta kehrte der Monitor nach Plymouth zurück, wo er am 27. November 1945 eintraf.
Die Roberts wurde 1946 zum Abwracken verkauft, aber sofort zurück gemietet, um noch bis 1965 als Wohnschiff in Devonport genutzt zu werden. Sie wurde dann nach Inverkeithing geschleppt, wo das Schiff im August abgewrackt wurde.
Eines der Geschütze der Roberts, das ursprünglich auf der Resolution eingebaut war, ist heute vor dem Imperial War Museum in Lambeth zusammen mit einem Geschütz des Schlachtschiffs Ramillies ausgestellt.